# Библиография на Алегзандър Маккол Смит
Това е списък с книгиите, издадени на български и на английски език, на шотландския писател Алегзандър Маккол Смит:

## Произведения за възрастни

### Поредица „Дамска детективска агенция № 1“  (The No. 1 Ladies' Detective Agency)
1. The No.1 Ladies' Detective Agency  (1998)
Дамска детективска агенция № 1, изд. „Изток-Запад“, София (2004), прев. Милен Русков
2. Tears of the Giraffe (2000)
Сълзите на жирафа, изд. „Изток-Запад“, София (2004), прев. Милена Попова
3. Morality for Beautiful Girls (2001)
Морал за красиви момичета, изд. „Изток-Запад“, София (2005), прев. Ирена Петрова
4. The Kalahari Typing School for Men (2002)
Школа по машинопис за мъже „Калахари“, изд. „Изток-Запад“, София (2006), прев. Весела Василева
5. The Full Cupboard of Life (2003)
Пълният бюфет на живота, изд. „Изток-Запад“, София (2011), прев. Весела Василева
6. In the Company of Cheerful Ladies (2004)
Във весела женска компания, изд. „Изток-Запад“, София (2004), прев. Милена Попова
7. Blue Shoes and Happiness (2006)
8. The Good Husband of Zebra Drive (2007)
9. The Miracle at Speedy Motors (2008)
10. Tea Time for the Traditionally Built (2009)
11. The Double Comfort Safari Club (2010)
12. The Saturday Big Tent Wedding Party (2011)
13. The Limpopo Academy of Private Detection (2012)
14. The Minor Adjustment Beauty Salon (2013)
15. The Handsome Man's De Luxe Café (2014)
16. The Woman Who Walked in Sunshine (2015)
17. Precious and Grace (2016)
18. The House of Unexpected Sisters (2017)
19. The Colours of All the Cattle (2018)
20. To the Land of Long Lost Friends (2019)
21. How to Raise an Elephant (2020)
22. The Joy and Light Bus Company (2021)
23. A Song of Comfortable Chairs (2022)
24. From a Far and Lovely Country (2023)
25. The Great Hippopotamus Hotel (2024)
26. In the Time of Five Pumpkins (2025)

- The Slice of No. 1 Celebration Storybook (2013)  – електронна книга

### Поредица „Професор Мориц Мария фон Игелфелд“ (Professor Dr von Igelfeld Entertainments)
1. Portuguese Irregular Verbs (1997)
Португалски неправилни глаголи, изд. „Еднорог“, София (2006), прев. Боряна Джанабетска
2. The Finer Points of Sausage Dogs (2003)
Някои особености на саламовидните кучета, изд. „Еднорог“, София (2009), прев. Боряна Джанабетска
3. At the Villa of Reduced Circumstances (2003)
Вилата на ограничените възможности, изд. „Еднорог“, София (2010), прев. Боряна Джанабетска
4. Unusual Uses for Olive Oil (2011)
5. Your Inner Hedgehog (2021)
6. The Lost Language of Oysters (2025)

- The 2 ½ Pillars of Wisdom (2004) – сборник с първите три романа от поредицата.

### Поредица „Неделният клуб по философия“ (The Sunday Philosophy ClubилиIsabel Dalhousie Mysteries)
1. The Sunday Philosophy Club (2004)
Неделният клуб по философия, изд. „Еднорог“, София (2007), прев.  Боряна Джанабетска
2. Friends, Lovers, Chocolate (2005)
Приятели, любовници, шоколад, изд. „Еднорог“, София (2007), прев. Боряна Джанабетска
3. The Right Attitude to Rain (2006)
Правилното отношение към дъжда, изд. „Еднорог“, София (2009), прев. Боряна Джанабетска
4. The Careful Use of Compliments (2007)
За разумната употреба на комплиментите, изд. „Еднорог“, София (2010), прев. Боряна Джанабетска
5. The Comfort of Saturdays (във Великобритания) или The Comforts of a Muddy Saturday (в САЩ) (2008)
Съботни удоволствия, изд. „Еднорог“, София (2013), прев. Боряна Джанабетска
6. The Lost Art of Gratitude (2009)
За благодарността като изгубено умение, изд. „Еднорог“, София (2018), прев. Боряна Джанабетска
7. The Charming Quirks of Others (2010)
Очарователните странности на другите, изд. „Еднорог“, София (2018), прев. Боряна Джанабетска
8. The Forgotten Affairs of Youth (2011)
9. The Uncommon Appeal of Clouds (2012)
10. The Novel Habits of Happines (2015)
11. A Distant View of Everything (2017)
12. The Quiet Side of Passion (2018)
13. The Geometry of Holding Hands (2020)
14. The Sweets Remnants of Summer (2022)
15. The Conditions of Unconditional Love (2024)

- The Perils of Morning Coffee (2011) – електронна книга
- At the Reunion Buffet (2015) – електронна книга
- Sweet, Thoughtful Valentine (2015) – електронна книга

### Поредица „Скотланд Стрийт № 44“ (44 Scotland Street)
1. 44 Scotland Street (2005)
2. Espresso Tales (2005)
3. Love Over Scotland (2006)
4. The World According to Bertie (2007)
5. The Unbearable Lightness of Scones (2008)
6. The Importance of Being Seven (2010)
7. Bertie Plays The Blue (2011)
8. Sunshine on Scotland Street (2012)
9. Bertie's Guide to Life and Mothers (2013)
10. The Revolving Door of Life (2015)
11. The Bertie Project (2016)
12. A Time of Love and Tartan (2017)
13. The Peppermint Tea Chronicles (2019)
14. A Promise of Ankles (2020)
15. Love in the Time of Bertie (2021)
16. The Enigma of Garlic (2022)
17. The Stellar Debut of Galactica MacFee (2024)
18. Bertie’s Theory of Ice Cream (2025)

### Поредица „Кудроу Маншънс“ (Corduroy Mansions)
1. Corduroy Mansions (2009)
2. The Dog Who Came in from the Cold (2010)
3. A Conspiracy of Friends (2011)

### Поредица „Пол Стюарт“ (Paul Stuart)
1. My Italian Bulldozer (2016)
2. The Second Worst Restaurant in France (2019)

### Поредица „Детектив Варг“ (Detective Varg)
1. The Strange Case of the Moderate Extremists (2019) – електронна книга
2. The Department of Sensitive Crimes (2019)
3. The Talented Mr. Varg (2021)
4. The Man with the Silver Saab (2022)
5. The Discreet Charm of the Big Bad Wolf (2023, 2024)

- Varg in Love (2019) – електронна книга

### Поредица „Перфектна страст“ (Perfect Passion)
1. The Perfect Passion Company (2024)
2. Looking For You (2025)

- Cook for Me (2023) – електронна книга

### Самостоятелни романи
- La's Orchestra Saves the World (2008)
- Trains and Lovers (2012)
- The Forever Girl (2014)
Момичето, което обичаше завинаги, изд. „Еднорог“, София (2022), прев. Зорница Русева
- Fatty O'Leary's Dinner Party (2014)
- Emma: A Modern Retelling (2015)
Ема, изд. „Еднорог“, София (2015), прев.
- The Good Pilot, Peter Woodhouse (2017)
- The Pavilion in the Clouds (2022)
- The Private Life of Spies (2023)
- The Love Story of Herb la Fouche (2024)
- The Winds from Further West (2024)
- No Rest for the Dead (2011) – колективен роман
Няма покой за мъртвите, изд. „Обсидиан“, София (2011)

### Сборници с разкази
- Heavenly Date and Other Flirtations (1995)
- Chance Developments: Unexpected Love Stories (2015)
- Marvellous Mix-ups (2016)
- Pianos and Flowers (2019)
- Tiny Tales (2020)
- The Exquisite Art of Getting Even (2022)

### Поезия
- In a Time of Distance – And Other Poems (2020)
- I Think of You and Other Poems (2023)

### Академични текстове
- 1978: Power and Manoeuvrability – с Тони Карти
- 1983: Law and Medical Ethics – с Дж. Кениън Мейсън
- 1987: Butterworths Medico-Legal Encyclopaedia – с Дж. Кениън Мейсън
- 1991: All About Drink and Drug Abuse (educational text)
- 1992: Scots Criminal Law – с Джейвид Х, Шелдън
- 1992: The Criminal Law of Botswana – с Куаме Фримпонг
- 2000: Justice and the Prosecution of Old Crimes – с Дейиъл У. Шуман
- 2001: Errors, Medicine and the Law– с Алън Мери
- 2003: A Draft Criminal Code for Scotland – с Ерик Клайв, Памела Фъргюсън и Кристофър Гейн
- 2004: Creating Humans: Ethical Questions where Reproduction and Science Collide – аудио запис

### Други
- What Auden Can Do for You (2013) – мемоари
- A Gathering: A Personal Anthology of Scottish Poems (2018) – антология
- A Work of Beauty: Alexander McCall Smith's Edinburgh (2014)
- Who Built Scotland: Twenty-Five Journeys in Search of a Nation (2017) – в съавторство
- One City (2006) – антология, с Иън Ранкин, Ървин Уелш и Дж. К. Роулинг

## Детска литература

### Поредица „Учебен кораб Тобермори“ (School Trip Tobermory)
1. School Trip Tobermory (2017)
Учебен кораб Тобермори, изд. „Еднорог“, София (2018), прев. Мирела Стефанова
2. The Sands of Shark Island (2017)
3. The Race to Kangaroo Cliff (2018)
4. The Secret of the Dark Waterfall (2019)

### Поредица „Младата Прешъс Рамотсве“ (Young Precious Ramotswe)
1. Precious and the Puggies (2010), публикувана като Precious and the Monkeys: Precious Ramotswe’s Very First Case (2011) и The Great Cake Mystery (2012)
2. Precious and the Mystery of Meerkat Hill (2012)
3. Precious and the Mystery of the Missing Lion (2013)
4. Precious and the Zebra Necklace (2015)
5. Young Precious: The Collected Adventures (2021)

- Young Precious- The Collected Adventures (2021) – сборник

### Поредица „Акимбо“ (Akimbo)
1. Akimbo and teh Elephanst (1990)
2. Akimbo and the Lions (1992)
3. Akimbo and the Crocodile Man (1993)
4. Akimbo and the Snakes (2007)
5. Akimbo and the Baboons (2009)

### Поредица „Хариет Бийн“ (Harriet Bean)  – с Джийн Бейлис
1. The Five Lost Aunts of Harriet Bean (1990)
2. Harriet Bean and the League of Cheats (1991, 2006)
3. The Cowgirl Aunt of Harriet Bean (1993)

### Поредица „Макс и Мади“ (Max & Maddy)
1. Max & Maddy and the Bursting Balloons Mystery (1997)
2. Max & Maddy and the Chocolate Money Mystery (1999)

### Поредица „Върховни мистерии“ (Big-Top Mysteries)
1. The Case of the Vanishing Granny (2019)
2. The Great Clown Conundrum (2019)

### Други
- The White Hippo (1980)
- The Little Theatre (1982)
- The Perfect Hamburger and Other Delicious Stories (1984, 1995)
- On the Road (1987)
- Alix and the Tigers (1988)
- Film Boy (1988)
- Mike's Magic Seeds (1988)
- Uncle Gansgter (1989)
- Jeffrey's Joke Machine (1990)
- Suzy's Magician (1990)
- The Ice-Cream Bicycle (1990)
- The Tin Dog (1990)
- Marzipan Max (1991)
- The Spaghetti Tangle (1991)
- Calculator Annie (1992)
- Springy Jane (1992)
- The Doughnut Ring (1992)
- The Princess Trick (1992)
- My Chameleon Uncle (1993) – с Ерик Каунсъл
- The Muscle Machine (1993, 2006)
- Crazy Crocs (1994) – с Малори Блакман
- Paddy and the Ratcatcher (1994)
- Teacher Trouble (1994)
- The Banana Machine (1994)
- Who Invented Peanut Butter? (1994)
- Billy Rubbish (1995)
- The Bubblegum Tree (1996)
- The Watermelon Boys (1996)
- The Popcorn Pirates (1999)
- Monkey Boy (2000)
- The Doughnut Ring (2005)
- Dream August (2006)
- The Five Lost Aunts of Harriet Bean (2006)
- The Banana Machine (2006)
- The Joke Machine (2006)
- The Bursting Balloons Mystery (2006)
- The Chocolate Money Mystery (2006)
- Calculator Annie (2007)
- Good Dog Lion (2014)
- Explosive Adventures (2015)
- Boing Boing (2016)
- Marvellous Mix-ups (2016)
- Freddie Mole, Lion Tamer (2016)
- Hari and His Electric Feet (2018)
- Max Champion and the Great Race Car Robbery (2018)
- Noah Wild and the Floating Zoo (2020)

### Сборници
- Children of Wax: African Folk Tales (1989)
- The Girl Who Married a Lion and Other Tales from Africa (2004)
- Baboons Who Went This Way and That (Tales from Africa) (2006)